# 肯·威廉斯 (棒球運動員)
肯尼斯·羅伊·威廉斯（英語：Kenneth Roy Williams，1897年3月4日—1969年12月7日），為美國職棒大聯盟的左外野手。生涯曾效力過紅人、布朗與紅襪等隊。1922年，他成為大聯盟首位單季達成30轟與30盜的球員。

## 職業生涯
1913年，23歲的威廉斯加盟紅襪小聯盟。隔年他在小聯盟繳出3成40的打擊率，因此他在1915年7月14日登上大聯盟。他在菜鳥年的打擊率為2成42，隔年他只在紅人出賽10場比賽。1917年，他在3A的打擊率高達3成13，並敲出24轟，後來布朗隊買下他的合約。
1918年，威廉斯僅出賽2場比賽便加入美軍服役。1919年，他的打擊率為3成，並敲出6轟。1920年，死球年代宣告終結，威廉斯也在這年繳出3成07的打擊率，並敲出10轟與72分打點。隔年他的成績更加進步，打擊率為3成47，並敲出24轟與117分打點。
1922年，威廉斯打出生涯年。整季打擊率為3成32，並敲出39轟與155分打點雙雙位居美聯第一。球隊最終以1場勝差惜敗洋基拿下聯盟第二。8月7日，他成為美聯首位單局敲出2轟的選手。這年他成為大聯盟第一位進入30-30俱樂部的成員，大聯盟一直到1956年才由威利·梅斯再度達成此成就。
1923年8月，參議員隊發現威廉斯的球棒上有被鑽孔塞住的痕跡。因此他們向國聯裁判上訴，並抗議這支球棒造成比賽不公的問題。威廉斯後來解釋說這支球棒是他特別訂製的，但他在收到貨時發現重量過重，因此他自己使用較輕的木材將其塞住。這年威廉斯繳出生涯新高的3成57打擊率，並敲出29轟與91分打點，最後他在MVP票選上拿下第15名。
1924年11月，有傳聞指出洋基打算將威廉斯網羅過來，試圖和魯斯組成強大的打擊連線。不過布朗隊總教練喬治·希斯勒要求洋基一起把投手韋特·霍伊特交易過來，這也讓洋基選擇打退堂鼓。
1925年，威廉斯的打擊率為3成31，並敲出25轟與105分打點。1927年12月15日，紅襪買下他的合約。他在紅襪隊打了兩年，1929年，39歲的威廉斯還能繳出3成45的打擊率。1930年，他在小聯盟打了一年後，於1931年宣布退休。

## 生涯打擊成績
| 出賽次數 | 打席 | 打數 | 得分 | 安打 | 二安 | 三安 | 全壘打 | 打點 | 盜壘 | 保送 | 三振 | 打擊率 | 上壘率 | 長打率 | OPS  |
| -------- | ---- | ---- | ---- | ---- | ---- | ---- | ------ | ---- | ---- | ---- | ---- | ------ | ------ | ------ | ---- |
| 1397     | 5625 | 4862 | 860  | 1552 | 285  | 77   | 196    | 916  | 154  | 566  | 287  | .319   | .393   | .530   | .924 |

## 退休之後
威廉斯在退休後擔任警察，後來又經營餐廳和撞球館。

## 外部連結
- 球員資訊和成績在MLB，ESPN，Baseball-Reference，Fangraphs（英文）